# Kommunalwahlrecht (Rheinland-Pfalz)
Im Land Rheinland-Pfalz finden alle fünf Jahre allgemeine Kommunalwahlen statt, bei denen neben den Mitgliedern der Gemeinderäte und der Kreistage auch die ehrenamtlichen Stadt- und Ortsbürgermeister gewählt werden. In Städten tragen die Gemeinderäte die Bezeichnung Stadtrat, auf der Verwaltungsebene Verbandsgemeinde werden diese Verbandsgemeinderat genannt. Soweit in Städten oder Gemeinden Ortsbezirke bestehen, werden auch die Ortsbeiräte und die Ortsvorsteher gewählt. Im Bezirksverband Pfalz werden darüber hinaus auch die Mitglieder des Bezirkstags neu gewählt. Die Wahlen finden seit Einführung der Europawahl (1979) am selben Tag wie diese statt.
Seit den Kommunalwahlen im Jahr 1989 gibt es die Möglichkeit des Kumulierens, Panaschierens und Streichens von Bewerbern in den Wahlvorschlägen auf den Stimmzetteln.
Die Bürgermeister der Verbandsgemeinden und der verbandsfreien Städte und Gemeinden, die Oberbürgermeister der kreisfreien und der Großen kreisangehörigen Städte sowie die Landräte werden alle acht Jahre direkt gewählt. Soweit möglich erfolgt deren Wahl auch am Tag der allgemeinen Kommunalwahlen.

## Wahlrecht
Die Kommunalwahlen werden nach den Grundsätzen allgemeiner, gleicher, geheimer, unmittelbarer und freier Wahlen durchgeführt.

### Aktives Wahlrecht (Wahlberechtigung)
An der Wahl zu den kommunalen Vertretungsorganen können alle Deutschen sowie alle Staatsangehörigen anderer Mitgliedstaaten der Europäischen Union, die am Wahltag 18 Jahre alt sind und seit mindestens drei Monaten im Wahlbezirk ihre Hauptwohnung haben, teilnehmen (§ 1 KWG). Darüber hinaus darf kein Ausschluss vom Wahlrecht vorliegen (§ 2 KWG). Zum pfälzischen Bezirkstag sind die Staatsangehörigen der anderen Mitgliedstaaten der Europäischen Union nicht wahlberechtigt und nicht wählbar (§ 56 KWG).

### Passives Wahlrecht (Wählbarkeit)
Wählbar ist jeder Wahlberechtigte, der am Tage der Wahl das Alter erreicht hat, mit dem die Volljährigkeit eintritt (§ 4 KWG).
Wählbar zum Bürgermeister ist, wer am Tag der Wahl das 18. Lebensjahr vollendet hat (§ 53 GemO).
Zum hauptamtlichen Bürgermeister kann nicht gewählt werden, wer am Tag der Wahl das 65. Lebensjahr vollendet hat (§ 53 GemO).

### Wahltag und Wahlzeit
Die Wahlen zu den kommunalen Vertretungsorganen finden in der Zeit vom 1. April bis 30. Juni jedes fünften auf das Jahr 1974 folgenden Jahres statt. Die Landesregierung setzt den Wahltag fest (§ 71 KWG).

## Stadt- und Gemeinderäte
Organe einer Gemeinde sind der Gemeinderat und der Bürgermeister. Der Gemeinderat führt in den Städten die Bezeichnung Stadtrat (§ 28 GemO).
Jeder Wähler hat so viele Stimmen, wie Ratsmitglieder zu wählen sind (§ 32, 33 KWG). Wahlleiter ist der Bürgermeister der Kommune (§ 7 KWG).

### Anzahl der Ratsmitglieder
Die Anzahl der Ratsmitglieder in den Stadt- und Gemeinderäten sowie in den Verbandsgemeinderäten richtet sich nach der Einwohnerzahl (Hauptwohnung) der Gebietskörperschaft zum 30. Juni des Vorjahrs der Wahl (§ 29 GemO).
| Kommune              | Rat               |
| -------------------- | ----------------- |
| bis 01.300 Einwohner | 6 Ratsmitglieder  |
| bis 01.500 Einwohner | 8 Ratsmitglieder  |
| bis 01.000 Einwohner | 12 Ratsmitglieder |
| bis 02.500 Einwohner | 16 Ratsmitglieder |
| bis 05.000 Einwohner | 20 Ratsmitglieder |
| bis 07.500 Einwohner | 22 Ratsmitglieder |
| bis 10.000 Einwohner | 24 Ratsmitglieder |
| bis 15.000 Einwohner | 28 Ratsmitglieder |

| Kommune                    | Rat               |
| -------------------------- | ----------------- |
| bis 020.000 Einwohner      | 32 Ratsmitglieder |
| bis 030.000 Einwohner      | 36 Ratsmitglieder |
| bis 040.000 Einwohner      | 40 Ratsmitglieder |
| bis 060.000 Einwohner      | 44 Ratsmitglieder |
| bis 080.000 Einwohner      | 48 Ratsmitglieder |
| bis 100.000 Einwohner      | 52 Ratsmitglieder |
| bis 150.000 Einwohner      | 56 Ratsmitglieder |
| mehr als 150.000 Einwohner | 60 Ratsmitglieder |

### Verhältniswahl
Wenn bei einer Stadt- oder Gemeinderatswahl mindestens zwei Wahlvorschläge zugelassen sind, findet in der betreffenden Kommune eine Verhältniswahl mit offenen Listen statt.
Die Reihenfolge der Wahlvorschläge der Parteien und Wählergruppen auf den Stimmzetteln richtet sich nach der Reihenfolge der bei der letzten Landtagswahl erreichten Zahl der Landesstimmen, ansonsten nach der bei der letzten Kommunalwahl erreichten Stimmenzahl. Bisher nicht vertretende Parteien oder Wählergruppen folgen in der alphabetischen Reihenfolge des Kennworts (§ 24 KWG).
Der Wähler hat mehrere Möglichkeiten, seine Stimmen entsprechend der Anzahl der zu wählenden Ratsmitglieder zu vergeben:
- Er kann die von ihm favorisierte Liste als Ganzes wählen und vergibt damit alle seine Stimmen an die ersten der in der Liste aufgeführten Bewerber. Sind in der gewählten Liste weniger Bewerber aufgeführt als Stimmen zur Verfügung stehen, verfallen die restlichen Stimmen.
- Er kann einzelnen Bewerbern bis zu drei Stimmen geben (kumulieren), er kann auch einzelne Bewerber in einer gewählten Liste streichen.
- Er ist nicht an eine Liste gebunden, er kann seine verfügbaren Stimmen auf einzelne Bewerber in allen Listen (Parteien) verteilen (panaschieren).

Anders als bei der Mehrheitswahl können jedoch nur Bewerber gewählt werden, deren Namen im Stimmzettel aufgeführt sind (§ 32 KWG).
Die Sitzzuteilung erfolgte bis 2009 nach dem Hare/Niemeyer-Verfahren, seit 2014 gilt, wie bei der Landtags-, Bundestags- und Europawahl, das Sainte-Laguë/Schepers-Verfahren (§ 41 KWG).
Bei der Kommunalwahl 2014 wurden in 884 Städten und Gemeinden mindestens zwei Vorschläge zugelassen, sodass der Modus der Verhältniswahl angewendet wurde, im Jahr 2009 waren es 969 Städte und Gemeinden.

### Mehrheitswahl
Ist nur ein oder kein Wahlvorschlag zugelassen worden, findet eine „Mehrheitswahl ohne Bindung an vorgeschlagene Bewerber“ statt, Kumulieren ist nicht möglich (§ 22 KWG).
Wurde nur ein Wahlvorschlag zugelassen, kann der Wähler den im Wahlvorschlag vorgeschlagene Bewerbern ihre Stimme geben oder die Namen anderer wählbarer Personen hinzufügen oder einzelne Namen streichen und durch andere Namen ersetzen (§ 33 KWG).
Wurde kein Wahlvorschlag eingereicht oder zugelassen, hat der Wähler die Möglichkeit, auf einem leeren amtlichen Stimmzettel so viele Namen wählbarer Personen einzutragen, als Ratsmitglieder zu wählen sind (§ 33 KWG).
Bei einer Mehrheitswahl sind die wählbaren Personen in der Reihenfolge der für sie abgegebenen Stimmen gewählt. Bei Stimmengleichheit entscheidet das vom Vorsitzenden des Wahlausschusses zu ziehende Los (§ 43 KWG).
Die Mehrheitswahl kommt relativ häufig bei kleineren Ortsgemeinden vor. Bei der Kommunalwahl 2014 fand in 1.421 Ortsgemeinden (rund 62 %) eine Mehrheitswahl statt. Im überwiegenden Teil dieser Ortsgemeinden (1.126) erfolgte die Wahl ohne Wahlvorschläge.

### Wahl der Bürgermeister
Die Bürgermeister (ehrenamtliche Orts- oder Stadtbürgermeister der verbandsangehörigen Gemeinden und Städte; hauptamtliche Bürgermeister der verbandsfreien Gemeinden und Städte; hauptamtliche Bürgermeister der Verbandsgemeinden; hauptamtliche Oberbürgermeister der kreisfreien und der Großen kreisangehörigen Städte) werden von den Bürgern der nach den Grundsätzen der Mehrheitswahl direkt gewählt. Gewählt ist, wer mehr als die Hälfte der gültigen Stimmen erhält. Dies gilt auch dann, wenn nur ein Wahlvorschlag zugelassen worden ist. Erhält kein Bewerber diese Mehrheit, so findet eine Stichwahl unter den zwei Bewerbern statt, die bei der ersten Wahl die höchsten Stimmenzahlen erhalten haben. Bei Stimmengleichheit entscheidet das Los darüber, wer in die Stichwahl kommt (§ 53 GemO).
Stellt sich nur ein Bewerber zur Wahl auf und erhält dieser nicht mehr als die Hälfte der gültigen Stimmen, gilt die gesamte Wahl als ungültig und muss wiederholt werden. Eine Wiederholung der Wahl ist ferner dann notwendig, wenn es zu einer Stichwahl kommt und eine der beiden Bewerber vor der Stichwahl durch Tod oder Verlust der Wählbarkeit ausscheidet (§ 53 GemO).
Stellt sich kein Bewerber zur Wahl, so wird der Bürgermeister in öffentlicher Sitzung durch Stimmzettel in geheimer Abstimmung vom Gemeinderat gewählt (§§ 40, 53 GemO).
Wählbar zum Bürgermeister ist, wer Deutscher oder Staatsangehöriger eines anderen Mitgliedstaates der Europäischen Union mit Wohnsitz im Wahlgebiet ist und am Tag der Wahl das 18. Lebensjahr vollendet hat (§ 53 GemO). Bis 2023 lag das Mindestalter beim vollendeten 23. Lebensjahr.
Zum hauptamtlichen Bürgermeister kann nicht gewählt werden, wer am Tag der Wahl das 65. Lebensjahr vollendet hat (§ 53 GemO).

### Unvereinbarkeit von Amt und Mandat
Zur Vermeidung von Interessenkonflikten dürfen Ratsmitglieder nicht gleichzeitig Beamte oder Beschäftigte derselben Gemeinde oder der Verbandsgemeinde, der die Gemeinde angehört, sein. Gleiches gilt für entgeltliche Tätigkeiten bei Verbänden und in Unternehmen, an denen die Gemeinden beteiligt sind (§ 5 KWG).
Wer zum Mitglied des Gemeinderats gewählt ist und die Wahl angenommen hat, darf nicht gleichzeitig ehrenamtlicher Bürgermeister der Gemeinde sein. Wird ein Mitglied des Gemeinderats zum ehrenamtlichen Bürgermeister ernannt, so scheidet es mit seiner Ernennung aus dem Gemeinderat als gewähltes Ratsmitglied aus (§ 5 KWG).
Ehrenamtlicher Bürgermeister darf nicht sein, wer gegen Entgelt im Dienst der Gemeinde oder der zuständigen Verbandsgemeinde steht. Gleiches gilt für öffentlich-rechtliche Verbände, bei denen die Gemeinde Mitglied ist und für Gesellschaften, an der die Gemeinde mit mindestens 50 v.H. beteiligt ist. Weiterhin darf der ehrenamtliche Bürgermeister nicht mit Aufgaben der Staatsaufsicht über die Gemeinde oder der überörtlichen Prüfung der Gemeinde unmittelbar beauftragt sein (§ 53 GemO).

## Kreistage
Der Kreistag besteht aus den gewählten Kreistagsmitgliedern und dem Landrat als Vorsitzendem (§§ 22, 29 LKO).

### Anzahl der Kreistagsmitglieder
Die Zahl der zu wählenden Kreistagsmitglieder richtet sich nach der Einwohnerzahl zum 30. Juni des Vorjahrs (§ 22 LKO):
| Landkreise                 | Kreistag      |
| -------------------------- | ------------- |
| bis 060.000 Einwohner      | 34 Mitglieder |
| bis 080.000 Einwohner      | 38 Mitglieder |
| bis 125.000 Einwohner      | 42 Mitglieder |
| bis 150.000 Einwohner      | 46 Mitglieder |
| mehr als 150.000 Einwohner | 50 Mitglieder |

### Wahl der Kreistagsmitglieder
Die Kreistagsmitglieder werden am allgemeinen Wahltermin auf die Dauer von fünf Jahren gewählt. Hinsichtlich der Wahlverfahren (personalisierte Verhältniswahl) finden die Bestimmungen zu den Gemeinderatswahlen Anwendung (§ 22 LKO).
Die bei der Kreisverwaltung tätigen Beamten und die Beschäftigten (soweit sie nicht überwiegend körperliche Arbeit verrichten) des Landes Rheinland-Pfalz können nicht gleichzeitig dem Kreistag angehören (§ 53 GemO).
Der Landrat leitet die Wahl im Landkreis (§ 53 GemO).

### Wahl der Landräte
Der Landrat ist hauptamtlich tätig, die Amtszeit beträgt acht Jahre (§ 45 LKO). Die Stelle des Landrats ist spätestens am 69. Tag vor der Wahl öffentlich auszuschreiben. Der Landrat wird von den Bürgern des Landkreises nach den Grundsätzen der Mehrheitswahl direkt gewählt. Hinsichtlich etwaiger Stichwahlen gelten die gleichen Regeln wie bei den Bürgermeisterwahlen (§ 46 LKO).
Wählbar zum Landrat ist, wer Deutscher oder Staatsangehöriger eines anderen Mitgliedstaates der Europäischen Union mit Wohnsitz in der Bundesrepublik Deutschland ist und am Tag der Wahl das 23. Lebensjahr vollendet hat. Zum Landrat kann nicht gewählt werden, wer am Tag der Wahl das 65. Lebensjahr vollendet hat. Ist zu der Wahl des Landrats durch die Bürger keine gültige Bewerbung eingereicht worden, so wird der Landrat vom Kreistag gewählt (§ 46 LKO).

## Bezirkstag des Bezirksverbands Pfalz
Die Mitglieder des Bezirkstags werden von den wahlberechtigten Einwohnern des Bezirksverbands auf die Dauer von fünf Jahren gewählt. Die Zahl der Mitglieder des Bezirkstags beträgt 29 (§ 5 BezO).
Anders als bei den Wahlen der Ratsmitglieder in den Stadt- und Gemeinderäten bzw. der Kreistagsmitglieder hat der Wähler nur eine Stimme und muss sich für einen Wahlvorschlag einer Partei oder einer Wählergruppe entscheiden. Kumulieren und Panaschieren ist nicht möglich.
Wahlleiter ist der amtierende Vorsitzende des Bezirkstags (§ 56 KWG).
Der Bezirkstag bildet aus seiner Mitte einen Bezirksausschuss. Der Bezirkstag wählt aus den Mitgliedern des Bezirksausschusses den Vorsitzenden und zwei stellvertretende Vorsitzende des Bezirkstags. Der Vorsitzende und die stellvertretenden Vorsitzenden des Bezirkstags sind Ehrenbeamte des Bezirksverbands (§ 8, 10 BezO).

## Ortsbeiräte
Um das örtliche Gemeinschaftsleben zu fördern, können Gemeinden ihr Gebiet ganz oder teilweise in Ortsbezirke einteilen. Die Ortsbezirke haben einen Ortsbeirat und einen Ortsvorsteher. Die Hauptsatzung der Gemeinde bestimmt die Zahl der Mitglieder des Ortsbeirats; die Mitgliederzahl soll mindestens drei, höchstens 15 betragen. In kleineren Ortsbezirken kann von der Wahl eines Ortsbeirats abgesehen werden (§ 74 GemO).
Die Mitglieder des Ortsbeirats werden von den Bürgern des Ortsbezirks gewählt, hinsichtlich der Wahlverfahren (Verhältniswahl, Mehrheitswahl) finden die Bestimmungen zu den Gemeinderatswahlen Anwendung (§ 75 GemO).
Die Ortsvorsteher werden nach den für die Wahl ehrenamtlicher Bürgermeister geltenden Bestimmungen direkt gewählt (§ 76 GemO).
Wahlleiter ist der Bürgermeister (§ 57 KWG).
Siehe auch: Liste der Ortsbezirke in Rheinland-Pfalz

## Ergebnisse der bisherigen Kommunalwahlen
Stadtratswahlen der kreisfreien Städte und Kreistagswahlen (1989 bis 2024 = „gewichtete Ergebnisse“):
| Wahljahr | Wahlberechtigte | Beteiligung | CDU    | SPD    | FDP    | Grüne  | Linke  | AfD    | Sonstige |
| -------- | --------------- | ----------- | ------ | ------ | ------ | ------ | ------ | ------ | -------- |
| 1948     | 1.828.973       | 73,7 %      | 44,6 % | 34,1 % | 10,5 % | –      | –      | –      | 10,9 %   |
| 1952     | 2.072.836       | 79,3 %      | 38,9 % | 33,4 % | 16,1 % | –      | –      | –      | 11,6 %   |
| 1956     | 2.175.170       | 79,6 %      | 41,1 % | 39,5 % | 12,3 % | –      | –      | –      | 07,0 %   |
| 1960     | 2.288.068       | 79,7 %      | 45,3 % | 37,7 % | 12,5 % | –      | –      | –      | 04,5 %   |
| 1964     | 2.362.936       | 81,4 %      | 43,7 % | 42,9 % | 10,2 % | –      | –      | –      | 03,2 %   |
| 1969     | 2.441.284       | 76,2 %      | 43,9 % | 41,2 % | 08,0 % | –      | –      | –      | 06,9 %   |
| 1974     | 2.633.981       | 81,1 %      | 51,6 % | 35,5 % | 08,7 % | –      | –      | –      | 04,2 %   |
| 1979     | 2.716.672       | 78,4 %      | 47,5 % | 42,2 % | 06,9 % | –      | –      | –      | 03,4 %   |
| 1984     | 2.827.414       | 76,3 %      | 45,4 % | 40,1 % | 05,0 % | 05,4 % | –      | –      | 04,0 %   |
| 1989     | 2.877.143       | 77,2 %      | 37,8 % | 42,2 % | 05,8 % | 07,3 % | –      | –      | 06,9 %   |
| 1994     | 2.962.730       | 74,1 %      | 39,5 % | 38,4 % | 04,3 % | 08,0 % | –      | –      | 09,8 %   |
| 1999     | 3.071.058       | 62,9 %      | 46,1 % | 36,1 % | 04,1 % | 05,0 % | 00,1 % | –      | 08,7 %   |
| 2004     | 3.121.528       | 57,8 %      | 45,1 % | 28,9 % | 05,9 % | 07,1 % | 00,1 % | –      | 12,9 %   |
| 2009     | 3.167.364       | 55,1 %      | 37,7 % | 29,5 % | 09,0 % | 08,1 % | 02,7 % | –      | 13,1 %   |
| 2014     | 3.195.776       | 55,6 %      | 38,6 % | 29,8 % | 04,1 % | 09,5 % | 03,2 % | 03,0 % | 11,8 %   |
| 2019     | 3.224.709       | 61,7 %      | 31,1 % | 22,6 % | 06,1 % | 16,1 % | 03,5 % | 08,3 % | 12,3 %   |
| 2024     | 3.194.181       | 63,3 %      | 31,5 % | 20,2 % | 04,5 % | 11,0 % | 01,7 % | 14,0 % | 17,1 %   |